# Добра-Воля (Млавський повіт)
Добра-Воля (пол. Dobra Wola) — село в Польщі, у гміні Ліповець-Косьцельний Млавського повіту Мазовецького воєводства.
Населення — 147 осіб (2011).
У 1975-1998 роках село належало до Цехановського воєводства.

## Демографія
Демографічна структура станом на 31 березня 2011 року:
|          | Загалом | Допрацездатний вік | Працездатний вік | Постпрацездатний вік |
| -------- | ------- | ------------------ | ---------------- | -------------------- |
| Чоловіки | 73      | 9                  | 54               | 10                   |
| Жінки    | 74      | 13                 | 40               | 21                   |
| Разом    | 147     | 22                 | 94               | 31                   |